# برایتنبرگ (باواریای پایین)
برایتنبرگ (باواریای پایین) (به آلمانی: Breitenberg, Lower Bavaria) یک شهر در آلمان است که در بایرن واقع شده‌است.

## خصوصیات
برایتنبرگ ۲۹٫۸۷ کیلومترمربع مساحت دارد ۶۹۵ متر بالاتر از سطح دریا واقع شده‌است.